# Aulixidens eugeniae
Aulixidens eugeniae är en fiskart som beskrevs av Böhlke 1952. Aulixidens eugeniae ingår i släktet Aulixidens och familjen Characidae. Inga underarter finns listade.